# Plestiodon barbouri
Plestiodon barbouri (синьохвостий сцинк Барбура) — вид сцинкоподібних ящірок родини сцинкових (Scincidae). Ендемік Японії. Вид названий на честь американського герпетолога Томаса Барбура.

## Поширення і екологія
Синьохвості сцинки Барбура мешкають на островах Амамі і Окінава в центральній частині архіпелагу Рюкю. Вони живуть в субтропічних лісах і чагарниках. Живляться комахами, павуками і дощовими черв'яками. Відкладають яйця.

## Збереження
МСОП класифікує цей вид як вразливий. Plestiodon barbouri загрожує знищення природного середовища.